# Альмаджед, Сумар
Сумар Альмаджед (швед. Sumar Almadjed; род. 13 марта 1996, Хельсингборг, Мальмёхус) — иракский и шведский футболист, полузащитник клуба «Хельсингборг».

## Клубная карьера
Футболом начал заниматься в школе «Хельсингборга», откуда затем перешёл в «Эскильминне». Взрослую карьеру начал в 2015 году, выступая за «Хёгаборг», «Хёганес» и «Хиттарп» во втором дивизионе. 17 декабря 2018 года перешёл в «Ландскруну», заключив с клубом контракт, рассчитанный на два года. Вместе с клубом дважды занимал второе место в турнирной таблице Дивизиона 1. В 2020 году в стыковых матчах «Ландскруна» обыграла «Далькурд» и вышла в Суперэттан. 10 апреля 2021 года в матче первого тура с «Вернаму» Альмаджед сыграл первую игру во втором по силе дивизионе Швеции. В октябре получил травму, в результате чего был вынужден пропустить остаток сезона.
В декабре 2021 года перешёл в «Хельсингборг», по результатам прошедшего сезона вернувшийся в Алльсвенскан, подписав трёхлетний контракт. Перед началом сезона у него случился рецидив травмы, в связи с чем ему была проведена операция, срок восстановления после которой занял несколько месяцев. В октябре 2022 года приступил к тренировкам в общей группе. 6 ноября в игре заключительного тура с «Хаммарбю» дебютировал в чемпионате Швеции, появившись на поле на 77-й минуте вместо Эрвина Гиговича.

## Карьера в сборной
Принял решение выступать за национальную сборную Ирака.

## Личная жизнь
Родился и вырос в Хельсингборге. Родители являются выходцами из Ирака. Родственники проживают в иракском городе Эн-Насирия.

## Клубная статистика
| Выступление      | Выступление      | Выступление      | Лига | Лига | Кубки | Кубки | Конт. кубки | Конт. кубки | Разное | Разное | Итого | Итого |
| Клуб             | Лига             | Сезон            | Игры | Голы | Игры  | Голы  | Игры        | Голы        | Игры   | Голы   | Игры  | Голы  |
| ---------------- | ---------------- | ---------------- | ---- | ---- | ----- | ----- | ----------- | ----------- | ------ | ------ | ----- | ----- |
| Хёгаборг         | Дивизион 2       | 2015             | 13   | 0    | 0     | 0     | 0           | 0           | 0      | 0      | 13    | 0     |
| Хёгаборг         | Дивизион 2       | 2016             | 21   | 1    | 0     | 0     | 0           | 0           | 0      | 0      | 21    | 1     |
| Хёгаборг         | Итого            | Итого            | 34   | 1    | 0     | 0     | 0           | 0           | 0      | 0      | 34    | 1     |
| Хёганес          | Дивизион 2       | 2017             | 21   | 2    | 0     | 0     | 0           | 0           | 0      | 0      | 21    | 2     |
| Хёганес          | Итого            | Итого            | 21   | 2    | 0     | 0     | 0           | 0           | 0      | 0      | 21    | 2     |
| Хиттарп          | Дивизион 2       | 2018             | 24   | 2    | 0     | 0     | 0           | 0           | 0      | 0      | 24    | 2     |
| Хиттарп          | Итого            | Итого            | 24   | 2    | 0     | 0     | 0           | 0           | 0      | 0      | 24    | 2     |
| Ландскруна       | Дивизион 1       | 2019             | 24   | 2    | 0     | 0     | 0           | 0           | 2      | 0      | 26    | 2     |
| Ландскруна       | Дивизион 1       | 2020             | 24   | 0    | 1     | 0     | 0           | 0           | 2      | 0      | 27    | 0     |
| Ландскруна       | Суперэттан       | 2021             | 17   | 0    | 3     | 0     | 0           | 0           | 0      | 0      | 20    | 0     |
| Ландскруна       | Итого            | Итого            | 65   | 2    | 4     | 0     | 0           | 0           | 4      | 0      | 73    | 2     |
| Хельсингборг     | Алльсвенскан     | 2022             | 1    | 0    | 0     | 0     | 0           | 0           | 0      | 0      | 1     | 0     |
| Хельсингборг     | Итого            | Итого            | 1    | 0    | 0     | 0     | 0           | 0           | 0      | 0      | 1     | 0     |
| Всего за карьеру | Всего за карьеру | Всего за карьеру | 145  | 7    | 4     | 0     | 0           | 0           | 4      | 0      | 153   | 7     |